# Rachid Taha

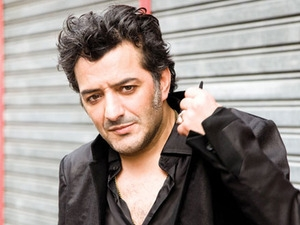
Rachid Taha, 2011

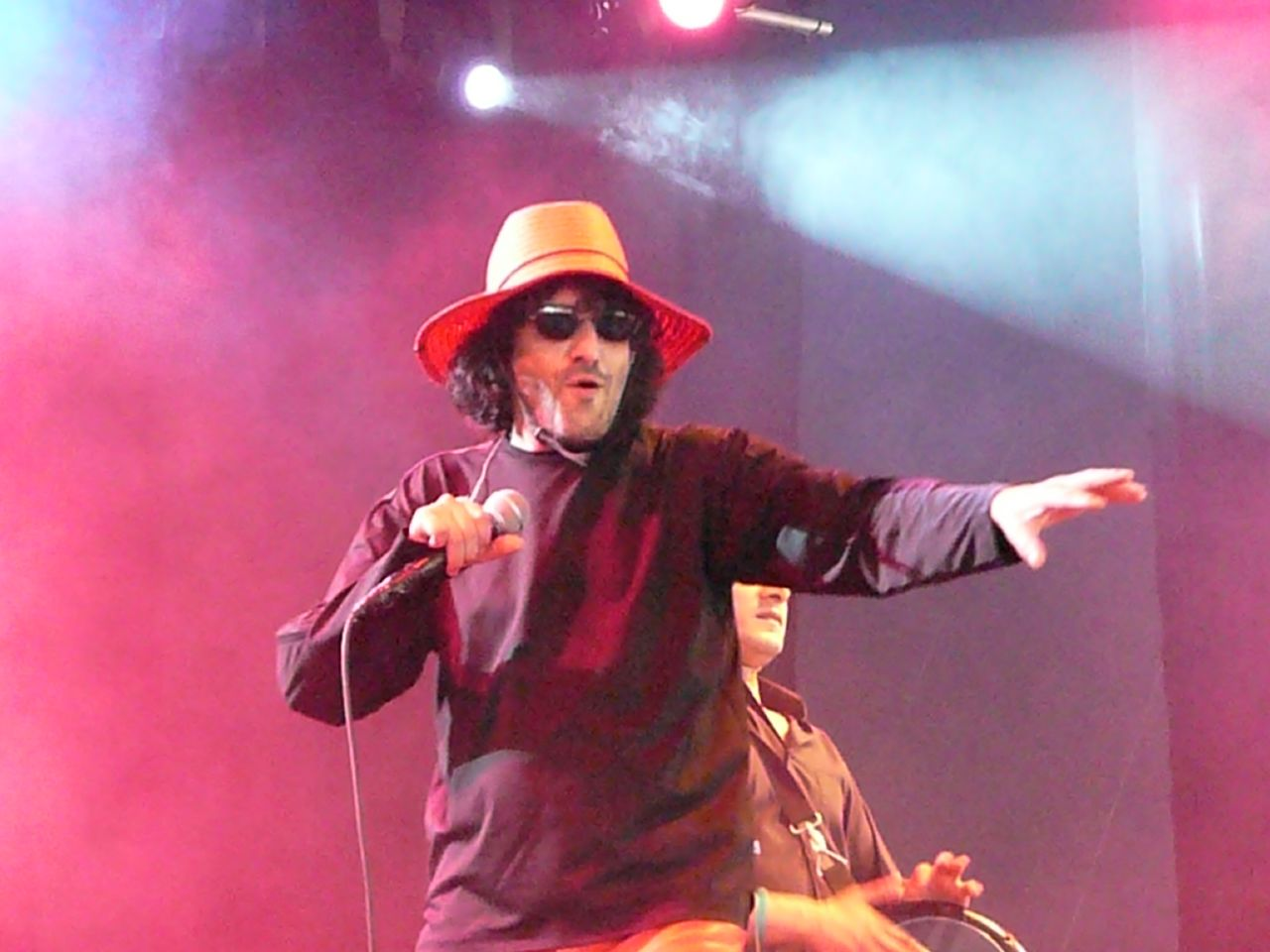
Rachid Taha bei einem Livekonzert, 2007

Rachid Taha (arabisch رشيد طه, DMG Rašīd Ṭaha; * 18. September 1958 in Sig, Provinz Muaskar; † 12. September 2018 in Les Lilas, Département Seine-Saint-Denis Île-de-France) war ein algerisch-französischer Sänger und Musiker, der den Großteil seines Lebens in Frankreich ansässig war. Stilistisch integrierte er arabische Einflüsse mit House, Techno, Rock, Punk und Raï. Zu seinen bekanntesten Stücken zählen eine Neufassung des maghrebinischen 1970er-Schlagers Ya Rayah sowie das Lied Barra, Barra, das unter anderem in dem Film Black Hawk Down und dem Computerspiel Far Cry 2 verwendet wurde.

## Leben und Karriere
Rachid Taha wurde am 18. September 1958 in der Olivenanbau-Stadt Sig nahe der westalgerischen Hafenstadt Oran geboren. Hintergrundmusik seiner Kindheit waren (der in Oran und Umgebung stark präsente) Raï sowie andere nordafrikanische Musik – etwa der traditionelle Chaabi-Stil. Traumatisiert durch den Unabhängigkeitskrieg, mit der politischen Lage im Land unzufrieden und auf der Suche nach einer besseren Lebensperspektive, entschloss sich Rachids Vater, Algerien zu verlassen und mit seiner Familie ins Exil zu gehen. 1968 übersiedelte die Familie nach Frankreich – zunächst in eine Aufnahmeeinrichtung in der nahe Straßburg gelegenen Vogesenortschaft Lépanges-sur-Vologne, später nach Lyon. Tahas Vater arbeitete als Textilarbeiter. Taha selbst suchte früh die Unabhängigkeit. Über Wasser hielt er sich mit Gelegenheitsarbeiten, unter anderem in einer Heizungsfabrik. Ende der 1970er-Jahre gründete er zusammen mit Freunden den Nightclub Les Refoulés. Musikalisches Markenzeichen des Clubs waren houseartige Samples – Mashups aus arabischen Popstücken, unterlegt mit den Rhythmen von Led Zeppelin, Kraftwerk sowie anderen Popbands.
In Lyon lernte Taha die Bandmitglieder seiner bald neu begründeten Formation Carte de sejour kennen: die beiden Brüder Mohammed und Mokhtar Amini, Djamel Dif sowie Eric Vaquer. Dieser Bandname (auf Deutsch: Aufenthaltsgenehmigung) sollte auf den ungesicherten Status hinweisen, dem viele nordafrikanische Immigranten in Frankreich ausgesetzt waren. Auf Grund ihrer selbstbewussten, rassismuskritischen Haltung avancierte die Band bald zu einem Aushängeschild der antirassistischen Bewegung SOS Racisme. Stilistisch vermengten Carte de sejour zeitgenössischen Raï sowie andere nordafrikanische Stile mit Rock, Punk-Elementen, später auch mit Elementen aus House und Techno. Rhorhomanie, das erste Album der Gruppe, erschien 1983. Musikalisch-textlichen Crossover (die Texte der Gruppe waren teils arabisch, teils französisch) offerierte auch das Folgealbum – 2 ½ aus dem Jahr 1986. Musikalisch bot die Platte stark Rock-aufgemischten Raï-Sound. Mit Ramsa sowie der Midtempo-Ballade Rhadine enthielt das Album zwei eingängige Titel. Zum Politikum geriet die Neuinterpretation des populären Résistance-Schlagers Douce France von Charles Trenet. Tahas ironische, den Ur-Text jedoch belassende Adaption wurde teilweise als bewusst gesetzte Provokation verstanden und zog einen weitgehenden Radio-Boykott des Stücks nach sich.
Trotz der damit erzielten Bekanntheit war das Bandprojekt Carte de sejour kein kommerzieller Erfolg. Taha ging weiter unterschiedlichen Nebenjobs nach – unter anderem als Anstreicher, Abwäscher in Restaurants sowie als Vertreter für Enzyklopädien. Nach einem dritten Album, welches Zusammenstellungen der beiden ersten enthielt, löste sich die Formation auf. Taha zog nach Paris, wo er sich in dem nahe Montmartre gelegenen Quartier Barbès niederließ. Musikalisch intensivierte er seine Zusammenarbeit mit dem Produzenten und Musiker Steve Hillage. Tahas erste Solo-CD, Barbès aus dem Jahr 1991, war kommerziell gesehen ein weiterer Flop. Erfolgreicher war das Folgealbum – die stark mit maghrebinischen Rhythmen angereicherte Produktion Rachid Taha. Das dritte Album – Olé Olé aus dem Jahr 1995 – machte einen deutlichen Schlenker in Richtung House- und Techno-Musik und wurde auch in der Dancefloor-Szene entsprechend goutiert.
Künstlerisch wie kommerziell zum Highlight gerieten zwei Produktionen aus dem Jahr 1998: das Studioalbum Diwan und das Live-Doppelalbum 1, 2, 3 soleils. Diwan enthielt Einspielungen alter Maghreb-Hits aus den 1960ern und 1970ern. Eingespielt unter anderem mit Handtrommeln, Ouds sowie einem arabischen Streichorchester, war es – so die Kritik der Berliner tageszeitung – eine Hommage an die großen Schlagersänger Nordafrikas. 1, 2, 3 soleils schließlich war der Mitschnitt eines Konzerts von Rachid Taha zusammen mit den beiden Raï-Stars Cheb Khaled und Faudel in der Pariser Bercy Arena. Das Album enthielt nicht nur Khaleds Erfolgsballade Aïcha, sondern auch eine Live-Version von Tahas (auf Diwan enthaltenem) Stück Ya Rayah – einem populären, aus den 1970ern stammenden Schlager des algerischen Sängers und Komponisten Dahmane Elharrachi, welcher die Emigration sowie die Sehnsucht nach der Heimat thematisiert.
Als Anschlussalben folgen Made in Medina (2000) sowie die – von der Kritik stark gelobte – Produktion Tékitoi. Barra, Barra, Openertrack von Made in Medina, fand Eingang in den Soundtrack von Ridley Scotts Kriegsfilm Black Hawk Down. Der Tékitoi-Titel Rock el Casbah war eine Adaption des Clash-Erfolgsstücks Rock the Casbah. In Gesprächen erzählte Taha mehrmals die Geschichte, Rock the Casbah stamme eigentlich von ihm und sei über den Umweg eines weitergegebenen Demotapes zu der britischen Punkband gelangt. Gastmusiker bei Tékitoi waren unter anderem: Brian Eno sowie der ägyptische Perkussionist Hossam Ramzy. Als siebtes Studioalbum folgte 2006 Diwan 2. Die Einspielung der Folgeproduktion Bonjour aus dem Jahr 2009 erfolgte in Zusammenarbeit mit der französischen Rockband Louise Attaque sowie dem Produzenten Mark Plati, der unter anderem für Branchengrößen wie The Cure und David Bowie Aufnahmen getätigt hatte. 2013 erschien, als neunte Studio-Produktion, das Album Zoom. Produzent war der Gitarrist Justin Adams, der insbesondere im Bereich afrikanische Popmusik einige Erfahrung mitbrachte. Mitmusiker auf Zoom waren unter anderen Brian Eno sowie der ehemalige Clash-Gitarrist Mick Jones.
2008 verlieh die BBC Rachid Taha den Award for World Music. Taha starb im September 2018, wenige Tage vor seinem 60. Geburtstag, in seiner Wohnung im Pariser Vorort Les Lilas an einem Herzinfarkt.

## Stil und Kritiken
Rachid Taha selbst führte gegenüber Medien unterschiedliche musikalische Einflüsse auf. Neben der Musik seiner Heimat – wozu neben Raï auch traditionellere Formen zählten – benannte er als prägende Band immer wieder die britische Punkformation The Clash. Als textliches Vorbild führte er gegenüber der britischen Zeitung The Guardian den jamaikanischen Dichter und Reggae-Musiker Linton Kwesi Johnson auf. Darüber hinaus nannte er die Rebellion gegen Ungerechtigkeit und Rassismus ein treibendes Motiv für ihn. Schon aufgrund des chronischen Geldmangels, so Taha, sei das Leben nie einfach gewesen. Aufgrund ihrer arabischen Herkunft etwa hätten sich Läden geweigert, Demotapes von ihm und seinen Mitmusikern zu verkaufen.
Von den Medien wird der musikalische Stil-Crossover von Rachid Taha ebenso hervorgehoben wie seine rebellische Rock-’n’-Roll-Attitude. Der britische  Independent charakterisierte Taha als „Algeriens Antwort auf Johnny Cash“. Das Musik-Weblog Gazelle-Magazin bevorzugte als Referenz einen bekannten französischen Sänger und Stückschreiber: „Schon über 20 Jahre mimt Rachid Taha den Punkrocker und Provokateur und hat damit in Frankreich das Erbe eines Serge Gainsbourg übernommen.“ Das Musik-Weblog schoenetoene sieht vor allem die Erneuerung nordafrikanischer Musiktraditionen als Tahas wesentlichste Leistung an: „(…) Dabei verliert er aber nicht den Bezug zu seinen Wurzeln und seine Musik verkommt nie zu folkloristisch angehauchten Technostücken, sondern der Rai ist immer die Basis und wichtigster Bestandteil seiner musikalischen Expeditionen. Ausdruck seiner Verwurzelung in alten algerische Musiktraditionen sind auch seine beiden ‚Diwan‘-Alben, auf denen er alte Klassiker und uns weitestgehend unbekannte Lieder neu einspielt. Den Song ‚Ya Rayah‘ bringt er so beispielsweise zu neuem Glanz und Ruhm.“
Lobende Kritik in der breiteren Öffentlichkeit erhielt vor allem das Album Tékitoi. Der WDR kündigte eine Sendung zu dem Sänger folgendermaßen an: „Das Album ‚Tékitoi?‘ bettet die gewohnten politischen Töne (Korruption, Krieg, Rassismus) wieder in einen rockigeren Sound, was der schnoddrigen Attitüde des Algeriers mit dem Reibeisenorgan sehr entgegenkommt. Stargast Brian Eno überrascht und eine krachige Adaption des Clash-Klassikers ‚Rock The Casbah‘.“ Die New York Times urteilte über Tahas Album Tékitoi: „Seine grimmige Mischung aus Rai, Stadion-Rock, Electronica und Agitprop ist ein Genre für sich: eine Art postmoderner nordafrikanischer Tanz-Punk. Sein neues Album ist ein ehrgeiziges Unterfangen: eine Zusammenstellung von Liedern über das Chaos, das die Welt seit dem 11. September 2001 einhüllt. Tékitoi? zählt zu den beredten musikalischen Antworten auf diesen Tag und seine Folgen, die auf eine sehr unmittelbare Weise mit der arabischen Welt zu tun haben.“

## Diskografie

### Mit Carte de séjour
- Rhoromanie (1984; CBS)
- 2 ½ (Deux et demi) (1986; Barclay)
- Ramsa (1987; Piranha)

### Soloalben
| Jahr | Titel Musiklabel       | Höchstplatzierung, Gesamtwochen, AuszeichnungChartplatzierungen (Jahr, Titel, Musiklabel, Platzierungen, Wochen, Auszeichnungen, Anmerkungen) | Höchstplatzierung, Gesamtwochen, AuszeichnungChartplatzierungen (Jahr, Titel, Musiklabel, Platzierungen, Wochen, Auszeichnungen, Anmerkungen) | Anmerkungen                              |
| Jahr | Titel Musiklabel       | FR | BEW | Anmerkungen                              |
| ---- | ---------------------- | --- | --- | ---------------------------------------- |
| 1998 | Diwân Barclay          | FR52 (9 Wo.)FR | — | Erstveröffentlichung: 6. Februar 1998    |
| 2000 | Made In Medina Barclay | FR38 (4 Wo.)FR | — | Erstveröffentlichung: 23. Oktober 2000   |
| 2004 | Tékitoi Barclay        | FR63 (7 Wo.)FR | BEW84 (2 Wo.)BEW |                                          |
| 2006 | Diwan 2 Barclay        | FR43 (25 Wo.)FR | — | Erstveröffentlichung: 13. Oktober 2006   |
| 2009 | Bonjour Barclay        | FR126 (5 Wo.)FR | — | Erstveröffentlichung: 26. Oktober 2009   |
| 2015 | Zoom Naïve             | FR96 (4 Wo.)FR | BEW142 (4 Wo.)BEW | Erstveröffentlichung: 1. April 2013      |
| 2019 | Je suis africain Naïve | FR23 (7 Wo.)FR | — | Erstveröffentlichung: 20. September 2019 |

Weitere Soloalben
- Barbès (1990; Barclay)
- Rachid Taha (1993; Barclay)
- Olé, Olé (1995; Barclay)

### Livealben
| Jahr | Titel Musiklabel      | Höchstplatzierung, Gesamtwochen, AuszeichnungChartplatzierungen (Jahr, Titel, Musiklabel, Platzierungen, Wochen, Auszeichnungen, Anmerkungen) | Höchstplatzierung, Gesamtwochen, AuszeichnungChartplatzierungen (Jahr, Titel, Musiklabel, Platzierungen, Wochen, Auszeichnungen, Anmerkungen) | Anmerkungen              |
| Jahr | Titel Musiklabel      | FR | BEW | Anmerkungen              |
| ---- | --------------------- | --- | --- | ------------------------ |
| 1998 | 1,2,3 Soleils Barclay | FR4 (56 Wo.)FR | BEW14 (22 Wo.)BEW | mit Cheb Khaled & Faudel |

Weitere Livealben
- Live (2001; Barclay)

### Kompilationen
| Jahr | Titel Musiklabel      | Höchstplatzierung, Gesamtwochen, AuszeichnungChartplatzierungen (Jahr, Titel, Musiklabel, Platzierungen, Wochen, Auszeichnungen, Anmerkungen) | Höchstplatzierung, Gesamtwochen, AuszeichnungChartplatzierungen (Jahr, Titel, Musiklabel, Platzierungen, Wochen, Auszeichnungen, Anmerkungen) | Anmerkungen                           |
| Jahr | Titel Musiklabel      | FR | BEW | Anmerkungen                           |
| ---- | --------------------- | --- | --- | ------------------------------------- |
| 1997 | Carte blanche Barclay | FR32 (5 Wo.)FR | — | Erstveröffentlichung: 22. August 1998 |

Weitere Kompilationen
- The Definitive Collection (2007; Wrasse)

### Singles
| Jahr | Titel Album                              | Höchstplatzierung, Gesamtwochen, AuszeichnungChartplatzierungen (Jahr, Titel, Album, Platzierungen, Wochen, Auszeichnungen, Anmerkungen) | Höchstplatzierung, Gesamtwochen, AuszeichnungChartplatzierungen (Jahr, Titel, Album, Platzierungen, Wochen, Auszeichnungen, Anmerkungen) | Anmerkungen              |
| Jahr | Titel Album                              | FR | BEW | Anmerkungen              |
| ---- | ---------------------------------------- | --- | --- | ------------------------ |
| 1997 | Ya rayah Diwân                           | FR11 Silber · (16 Wo.)FR | — |                          |
| 1998 | Ida Diwân                                | FR80 (5 Wo.)FR | — |                          |
| 1998 | Abdel Kader (Live à Bercy) 1,2,3 Soleils | FR6 Silber · (21 Wo.)FR | BEW36 (1 Wo.)BEW | mit Cheb Khaled & Faudel |
| 1999 | Comme d’habitude 1,2,3 Soleils           | FR40 (9 Wo.)FR | — | mit Cheb Khaled & Faudel |

Weitere Singles
- Bleu de Marseille (1984)
- Douce France (1986)
- Ramsa (1986)
- Voilà, voilà (1993)
- Barra, Barra (2001)
- Écoute-Moi Camerade (2006)